# Wojciech Kolarski
Wojciech Jakub Kolarski (ur. 29 października 1972 w Krakowie) – polski urzędnik państwowy i samorządowy, działacz społeczny, z wykształcenia filozof, w latach 2015–2019 podsekretarz stanu, a w latach 2019–2025 i od 2025 sekretarz stanu w Kancelarii Prezydenta RP.

## Życiorys
Uczęszczał do I Liceum Ogólnokształcącego im. Bartłomieja Nowodworskiego w Krakowie. Ukończył studia w zakresie filozofii na Uniwersytecie Papieskim Jana Pawła II w Krakowie. Studiował także filozofię i socjologię na Uniwersytecie Jagiellońskim, w ramach stypendium przez kilka miesięcy kształcił się na University of Sussex. W młodości był harcerzem i wolontariuszem w Duszpasterstwie Osób Niepełnosprawnych i Ich Przyjaciół „Klika”.
Działalność polityczną podjął w ramach Stronnictwa Konserwatywno-Ludowego, z którym dołączył do Platformy Obywatelskiej. Wystąpił z tej partii w 2006. Był asystentem posła Jana Rokity. Przez kilka lat do 2011 pracował na różnych stanowiskach w urzędzie marszałkowskim województwa małopolskiego. Był prezesem stowarzyszenia Małopolska XXI, działającego w ramach Ruchu Obywatelskiego „Polska XXI”. Później był dyrektorem biur poselskich Andrzeja Dudy, gdy ten sprawował mandat posła i eurodeputowanego (2011–2015). Ponadto objął funkcję prezesa zarządu Stowarzyszenia im. Prezydenta Lecha Kaczyńskiego w Krakowie. W wyborach w 2014 z ramienia Prawa i Sprawiedliwości został wybrany na radnego Krakowa.
7 sierpnia 2015, po zwycięstwie Andrzeja Dudy w wyborach prezydenckich w 2015, został przez niego powołany na stanowisko podsekretarza stanu w Kancelarii Prezydenta RP. Wśród jego kompetencji znalazło się doradztwo w sprawach kultury, polityki społecznej i historycznej. Objął nadzór merytoryczny nad prezydenckim Biurem Dialogu i Inicjatyw Obywatelskich oraz Biurem Kultury i Dziedzictwa Narodowego. W lipcu 2016 został sekretarzem kapituły Nagrody Prezydenta Rzeczypospolitej Polskiej „Dla Dobra Wspólnego”, a w czerwcu 2017 pełnomocnikiem prezydenta do spraw Narodowych Obchodów Setnej Rocznicy Odzyskania Niepodległości Rzeczypospolitej Polskiej. 2 maja 2019 prezydent Andrzej Duda mianował go sekretarzem stanu w Kancelarii Prezydenta RP.
W 2024 bezskutecznie kandydował w wyborach europejskich jako lider listy PiS w okręgu nr 7. W lutym 2025 objął stanowisko szefa Biura Polityki Międzynarodowej, ponownie otrzymując też nominację na sekretarza stanu w KPRP. 5 sierpnia tego samego roku zakończył pełnienie funkcji w Kancelarii Prezydenta RP. Dwa dni później nowo zaprzysiężony prezydent Karol Nawrocki ponownie powołał go na sekretarza stanu w KPRP.

## Odznaczenia i wyróżnienia
- Krzyż Oficerski Orderu Odrodzenia Polski (2025)[14]
- Krzyż Wielki Komandorski Orderu „Za zasługi dla Litwy” (Litwa, 2023)[16]
- Krzyż Komandorski Orderu „Za zasługi dla Litwy” (Litwa, 2019)[17]
- Wielki Oficer Krzyża Uznania (Łotwa, 2025)[18]
- Order Krzyża Ziemi Maryjnej II klasy (Estonia, 2025)[19]
- Medal Wdzięczności ZHP (2025)[20]

## Życie prywatne
Jego ojciec został inżynierem metalurgiem, a matka mikrobiologiem. Jest żonaty, ma trzy córki.